# Нукутепипи
Нукутепипи (фр. Nukutepipi) — атолл в архипелаге Туамоту (Французская Полинезия) в группе островов Дьюк-оф-Глостер. Расположен в 22 км к юго-востоку от атолла Ануанурунга.

## География
Атолл имеет форму кольца, состоящего из двух моту и в центре которого расположена лагуна. Длина Нукутепипи составляет около 3,5 км, а ширина — 2 км. В отдельных местах глубина лагуны доходит до 17 м (средняя глубина — 2 м).

## Административное деление
Административно остров входит в состав коммуны Хао.

## Население
Нукутепипи был необитаем, хотя время от времени атолл посещали жители других островов.
С 2007 года он приобретён миллиардером Ги Лалиберте создавшим островной отель на 52 места с постоянной командой обслуживающего персонала около 40 человек.